# Riboflavin
 Der er for få eller ingen kildehenvisninger i denne artikel, hvilket er et problem. Du kan hjælpe ved at angive troværdige kilder til de påstande, som fremføres i artiklen.

Riboflavin eller B-vitamin2 (tidligere G-vitamin) er et vandopløseligt vitamin. Det blev isoleret i 1930'erne fra mælk og viste sig at være en vandopløselig krystallinsk struktur med gulgrøn farve (flavus er latin for 'gulagtig'). Riboflavin er et nukleosid som består af en kvælstofholdig base og sukkerderivatet ribitol. Riboflavin indgår i to coenzymer: flavinmononukleotid (FMN) og flavinadenindinukleotid (FAD) som begge har stor betydning for kroppens iltning. Hvis en fosforgruppe kobles på riboflavinmolekylets femte carbonatom dannes FMN, som til gengæld indgår som byggesten i FAD.
Riboflavin er centralt for cellernes energiproduktion og behøves for kulhydrat-, fedt- og proteinforbrænding. Vitaminet deltager også i produktionen af flerumættede fedtsyrer og flere vigtige hormoner. Det aktiverer og understøtter flere andre næringsstoffer i deres effekter, blandt andet niacin, folsyre og pyridoxin (vitamin B6) samt vitamin K. En anden vigtig funktion er at nedbryde forskellige gifte og stoffer i leveren. Riboflavin er også en af kroppens vigtigste antioxidanter. Konverteringen af riboflavin til dens aktive enzymformer hæmmes ved forværret skjoldbruskkirtelfunktion samt ved forstyrret funktion i binyrerne.
Mangel på riboflavin viser sig som irriterende sprækker i mundvigene, angulær cheilitis, som kan udbedres med B-vitamintabletter med B2. I maden findes riboflavin i lever, nyre, mælk og yoghurt (og i berigede havre- og sojamælkesorter). Det findes derudover i flere forskellige planter, herunder flere fuldkornssorter, mandler, sesamfrø, champignoner, quinoa og svesker.
Når riboflavin anvendes som madfarve har det E-nummeret 101.